# Romanzo bizantino
(Edward Gibbon)
Il Romanzo bizantino è un genere letterario minore, sottogenere del romanzo storico che fu molto in voga nella Francia della Belle époque, probabilmente in quanto lo stereotipo della Bisanzio corrotta e decadente diffuso dagli storici del Settecento e dell'Ottocento e in particolare da Edward Gibbon, veniva identificato con l'atmosfera della Parigi degli inizi del Novecento.
Il Romanzo bizantino presenta delle peculiarità che lo identificano come un tipo di produzione sui generis: l'ambientazione urbana, molto spesso in una Bisanzio all'apice della sua grandezza, nella quale trionfano il cosmopolitismo e la dissolutezza; i topoi letterari costituiti dalla descrizione frequente di gare all'Ippodromo, dispute tra le fazioni, delitti e intrighi politici, scene di palazzo.
Vi sono anche dei temi ricorrenti, quali i culti misterici, l'empietà, le donne, la santità, l'eresia, le passioni turpi e tutto ciò che distingue le contraddizioni di una civiltà sospesa tra due mondi.
Principali esponenti di questa narrativa furono Paul Adam, Jean Lombard, e Hugues le Roux.

## Elenco di  autori e titoli del "Romanzo bizantino"
- Jean Lombard:
  - Byzance, 1890
- Paul Adam: 
  - Les Princesses Byzantines, 1893
  - Basile et Sophia, 1901
  - Irène et les Eunuques, 1907
- Hugues le Roux: 
  - Les Amants Byzantins, 1897